# Iris Schröder
Iris Schröder (* 1966) ist eine deutsche Historikerin.

## Leben
Sie studierte Geschichtswissenschaften, Romanistik und Pädagogik an der FU Berlin, École des hautes études en sciences sociales und an der Universität Bielefeld. Nach der Promotion 2000 an der Freien Universität Berlin hatte sie von 2000 bis 2002 ein Post-doc-Stipendium des Max-Planck-Instituts für Wissenschaftsgeschichte. Von 2002 bis 2009 war sie wissenschaftliche Assistentin am Institut für Geschichtswissenschaft an der Humboldt-Universität zu Berlin. Von 2006 bis 2012 leitete sie das deutsch-französische Doktorandenkolleg Unterschiede Denken. Geschichte als Objekt und als Repräsentation (gemeinsam mit Hartmut Kaelble, Falk Bretschneider, Christophe Duhamelle). Von 2006 bis 2011 hatte sie Gastdozenturen an der École des Hautes Études en Sciences Sociales, der Central European University und am Istituto italiano di scienze umane in Florenz. Von 2008 bis 2012 leitete sie im Sonderforschungsbereich 640 Repräsentationen sozialer Ordnungen im Wandel das Teilprojekt A 8 Repräsentationen von Staatlichkeit und Suprastaatlichkeit in internationalen Organisationen: OAU und UNESCO im Vergleich an der Humboldt-Universität zu Berlin. Nach der Habilitation 2009 an der Philosophischen Fakultät I der Humboldt-Universität zu Berlin, Verleihung der venia legendi für Neuere und Neueste Geschichte vertrat sie von 2009 bis 2013 Professuren an der Universität Magdeburg, der Humboldt-Universität zu Berlin und der TU Braunschweig. Seit 2013 ist sie Professorin für Globalgeschichte des 19. Jahrhunderts an der Universität Erfurt sowie stellvertretende Direktorin am Forschungszentrum Gotha.
Ihre Forschungsschwerpunkte sind historische Wissenschaftsforschung, Kulturgeschichte der Geographie, Globalisierungen des Wissens, Stadt- und Urbanisierungsgeschichte
Geschlechtergeschichte, internationale Geschichte, Historiographie: Europäische Geschichte & Globalgeschichte und Visual History sowie Geschichte im Netz.

## Schriften (Auswahl)
- Arbeiten für eine bessere Welt. Frauenbewegung und Sozialreform 1890–1914. Dissertation. Freie Universität Berlin 2000. Campus, Frankfurt am Main 2001, ISBN 3-593-36783-1.
- mit Sabine Höhler (Hrsg.): Welt-Räume. Geschichte, Geographie und Globalisierung seit 1900. Tagung „Räume der Globalisierung“ im November 2003 in Berlin. Campus, Frankfurt am Main 2005, ISBN 3-593-37750-0.
- Das Wissen von der ganzen Welt. Globale Geographien und räumliche Ordnungen Afrikas und Europas 1790–1870. Schöningh, Paderborn 2011, ISBN 978-3-506-77158-2.
- mit Susanne Schattenberg und Jan-Holger Kirsch (Hrsg.): Zeithistorische Forschungen 8 (2011), Heft 3: Internationale Ordnungen und neue Universalismen im 20. Jahrhundert.
- mit Dieter Gosewinkel und Peter Schöttler (Hrsg.): Zeithistorische Forschungen 9 (2012), Heft 3: Antiliberales Europa.